# Morionvilliers
Morionvilliers est une commune française située dans le département de la Haute-Marne, en région Grand Est.

## Géographie

### Communes limitrophes
| Germisay |                | Grand (Vosges)   |
| Épizon   | Morionvilliers | Trampot (Vosges) |
|          | Chambroncourt  |                  |

### Hydrographie
La commune est dans la région hydrographique « la Seine de sa source au confluent de l'Oise (exclu) » au sein du bassin Seine-Normandie. Elle n'est drainée par aucun cours d'eau,.

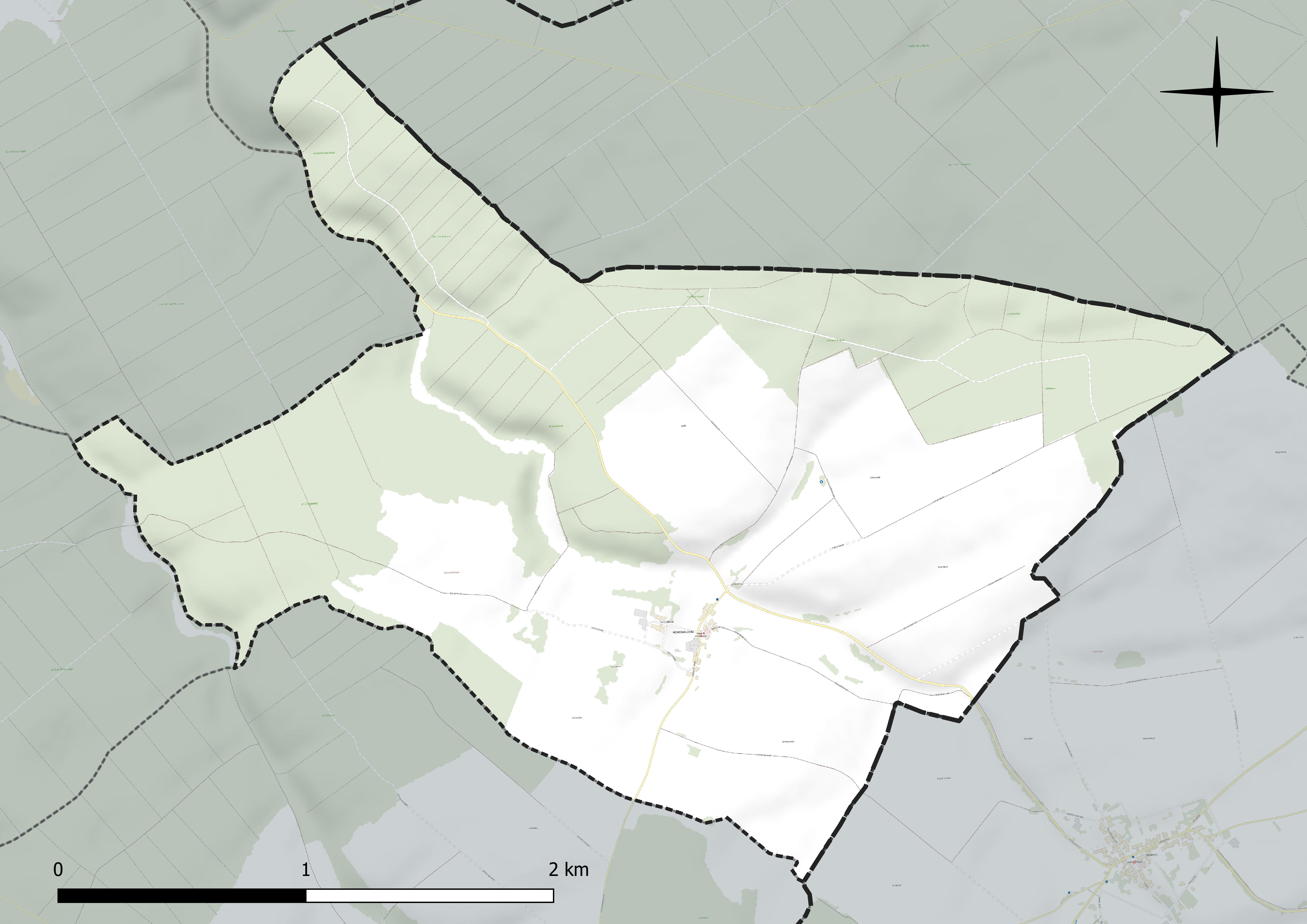
Réseau hydrographique de Morionvilliers.

### Climat
Pour des articles plus généraux, voir Climat du Grand Est et Climat de la Haute-Marne.
En 2010, le climat de la commune est de type climat de montagne, selon une étude du Centre national de la recherche scientifique s'appuyant sur une série de données couvrant la période 1971-2000. En 2020, Météo-France publie une typologie des climats de la France métropolitaine dans laquelle la commune est exposée à un climat océanique altéré et est dans la région climatique Lorraine, plateau de Langres, Morvan, caractérisée par un hiver rude (1,5 °C), des vents modérés et des brouillards fréquents en automne et hiver.
Pour la période 1971-2000, la température annuelle moyenne est de 9,4 °C, avec une amplitude thermique annuelle de 16,5 °C. Le cumul annuel moyen de précipitations est de 1 034 mm, avec 13,2 jours de précipitations en janvier et 9,5 jours en juillet. Pour la période 1991-2020, la température moyenne annuelle observée sur la station météorologique de Météo-France la plus proche, « Busson_sapc », sur la commune de Busson à 6 km à vol d'oiseau, est de 10,1 °C et le cumul annuel moyen de précipitations est de 1 085,5 mm. 
La température maximale relevée sur cette station est de 39,1 °C, atteinte le 25 juillet 2019 ; la température minimale est de −17,7 °C, atteinte le 5 janvier 1995,,.
Les paramètres climatiques de la commune ont été estimés pour le milieu du siècle (2041-2070) selon différents scénarios d'émission de gaz à effet de serre à partir des nouvelles projections climatiques de référence DRIAS-2020. Ils sont consultables sur un site dédié publié par Météo-France en novembre 2022.

## Urbanisme

### Typologie
Au 1er janvier 2024, Morionvilliers est catégorisée commune rurale à habitat très dispersé, selon la nouvelle grille communale de densité à sept niveaux définie par l'Insee en 2022.
Elle est située hors unité urbaine et hors attraction des villes,.

### Occupation des sols
L'occupation des sols de la commune, telle qu'elle ressort de la base de données européenne d’occupation biophysique des sols Corine Land Cover (CLC), est marquée par l'importance des forêts et milieux semi-naturels (50,4 % en 2018), une proportion identique à celle de 1990 (50,4 %). La répartition détaillée en 2018 est la suivante : 
forêts (43,4 %), terres arables (35,4 %), prairies (14,2 %), milieux à végétation arbustive et/ou herbacée (7 %). L'évolution de l’occupation des sols de la commune et de ses infrastructures peut être observée sur les différentes représentations cartographiques du territoire : la carte de Cassini (XVIIIe siècle), la carte d'état-major (1820-1866) et les cartes ou photos aériennes de l'IGN pour la période actuelle (1950 à aujourd'hui).

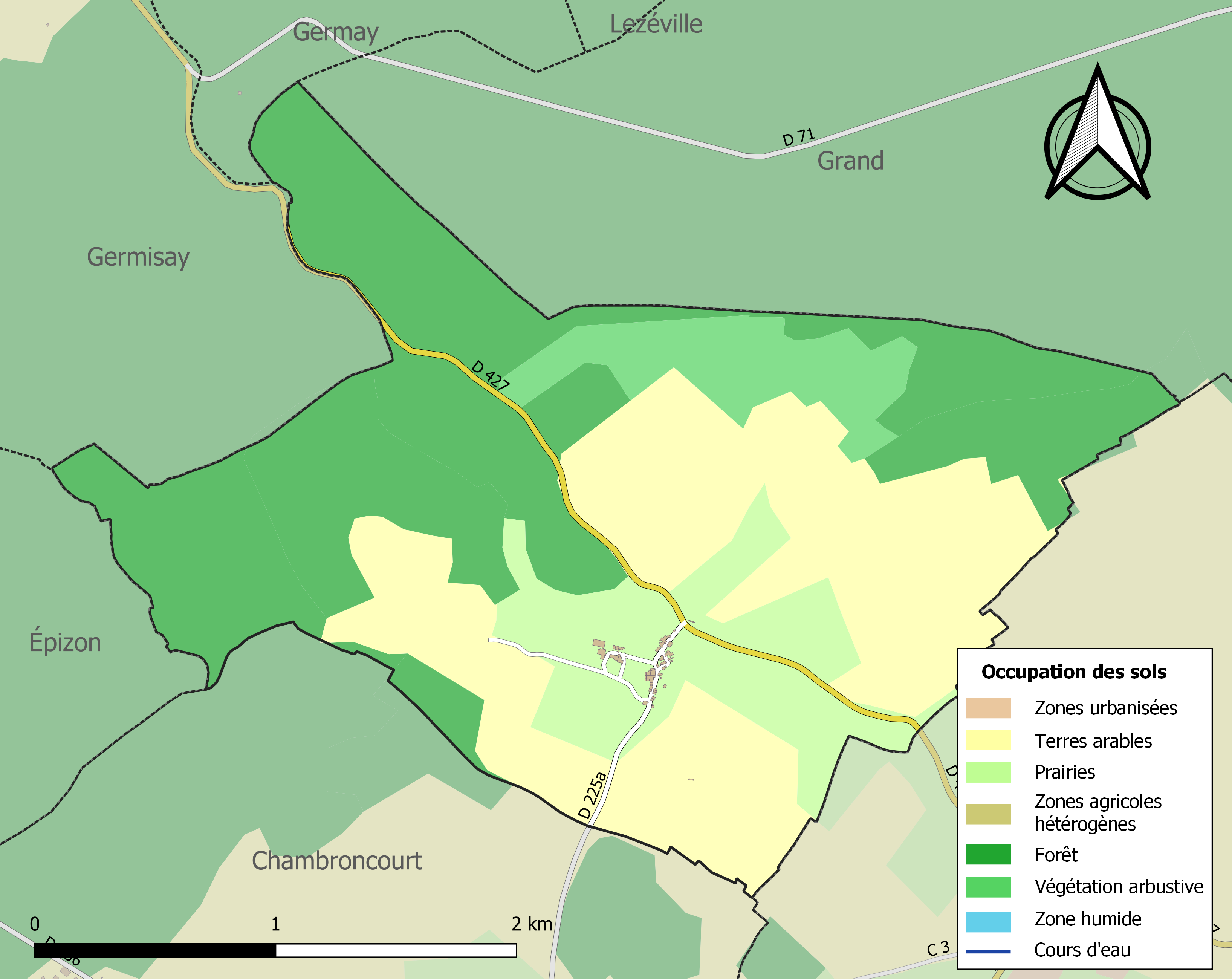
Carte des infrastructures et de l'occupation des sols de la commune en 2018 (CLC).

## Politique et administration

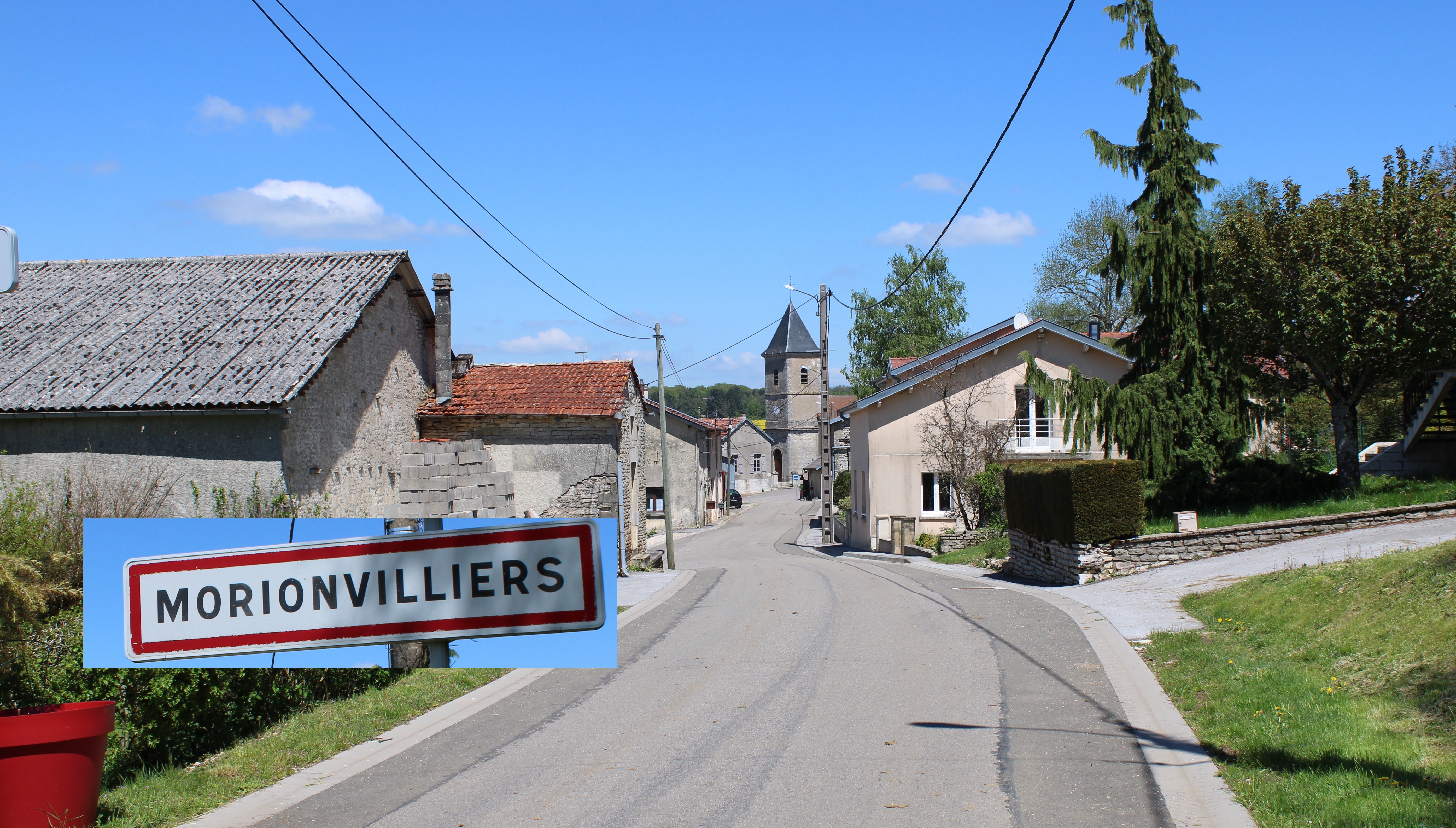
Entrée du village.

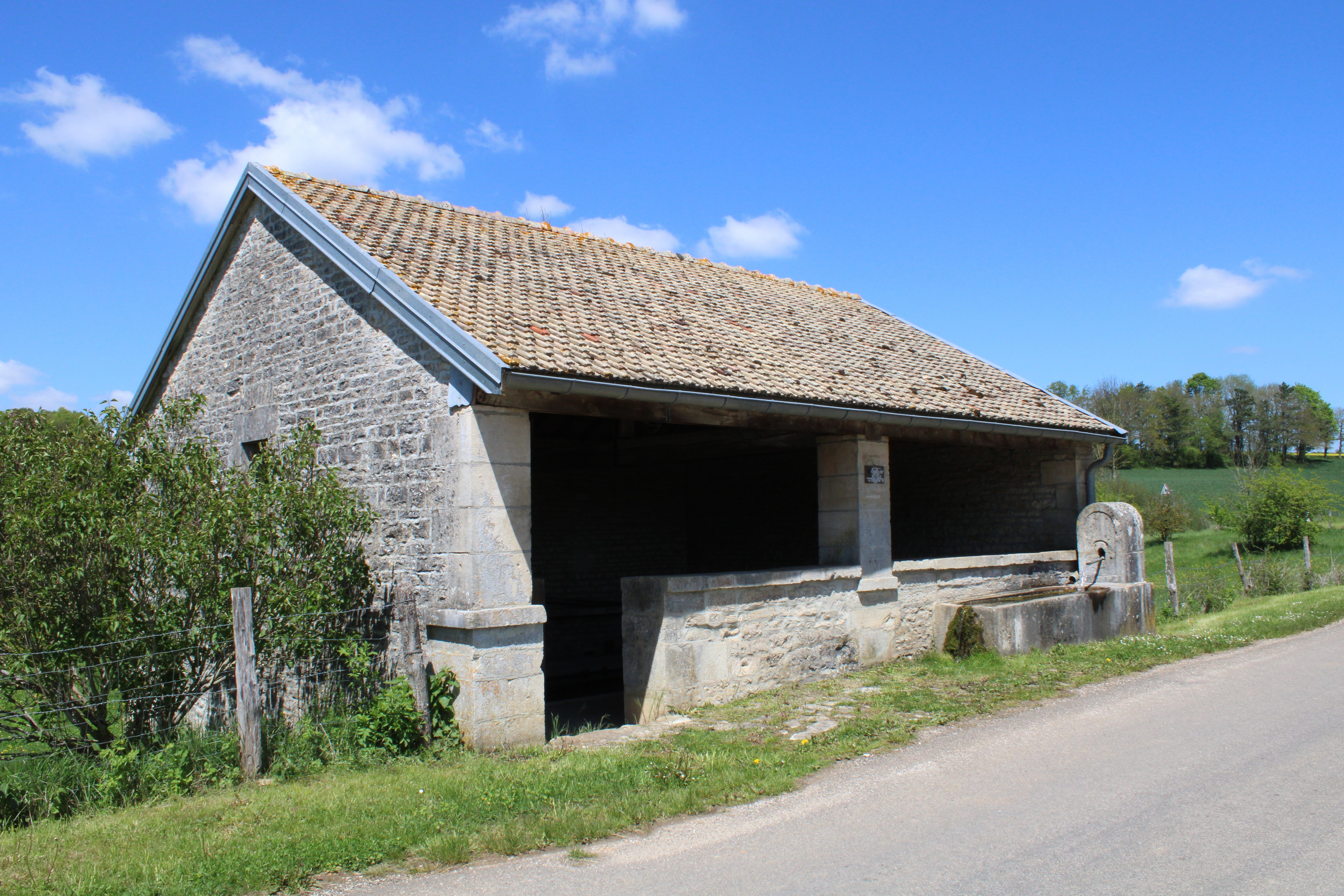
Le lavoir.

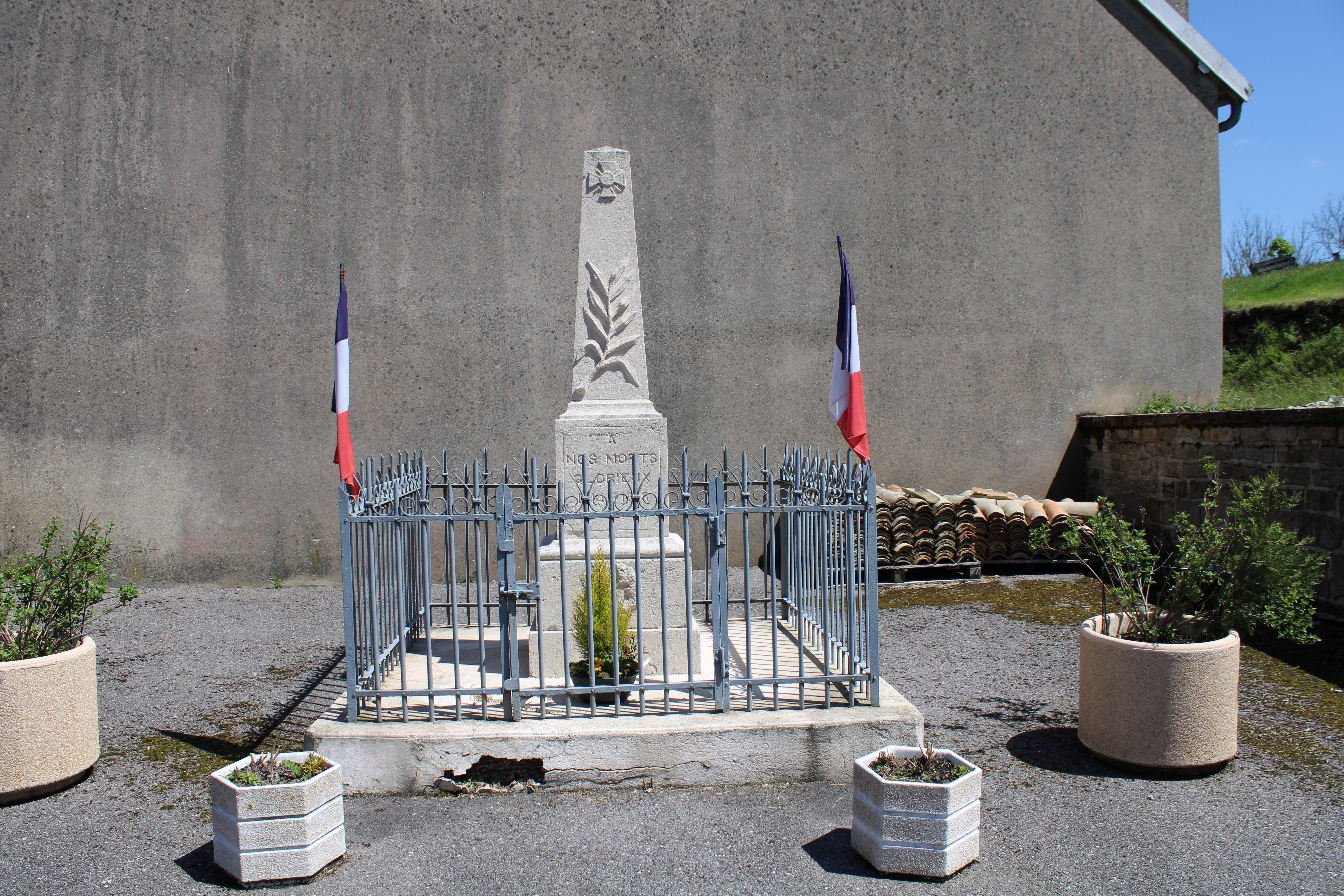
Le monument aux morts.

### Liste des maires
| Période                                  | Période  | Identité       | Étiquette | Qualité |
| ---------------------------------------- | -------- | -------------- | --------- | ------- |
| Les données manquantes sont à compléter. |          |                |           |         |
| depuis 1965,                             | En cours | Marcel Humblot | SE        |         |

## Population et société

### Démographie

#### Évolution démographique
L'évolution du nombre d'habitants est connue à travers les recensements de la population effectués dans la commune depuis 1793. Pour les communes de moins de 10 000 habitants, une enquête de recensement portant sur toute la population est réalisée tous les cinq ans, les populations de référence des années intermédiaires étant quant à elles estimées par interpolation ou extrapolation. Pour la commune, le premier recensement exhaustif entrant dans le cadre du nouveau dispositif a été réalisé en 2005.

En 2022, la commune comptait 25 habitants, en évolution de −13,79 % par rapport à 2016 (Haute-Marne : −4,62 %, France hors Mayotte : +2,11 %).
| 1793 | 1800 | 1806 | 1821 | 1831 | 1836 | 1841 | 1846 | 1851 |
| ---- | ---- | ---- | ---- | ---- | ---- | ---- | ---- | ---- |
| 120  | 140  | 120  | 136  | 131  | 120  | 119  | 124  | 129  |

| 1856 | 1861 | 1866 | 1872 | 1876 | 1881 | 1886 | 1891 | 1896 |
| ---- | ---- | ---- | ---- | ---- | ---- | ---- | ---- | ---- |
| 125  | 125  | 115  | 111  | 109  | 102  | 98   | 91   | 93   |

| 1901 | 1906 | 1911 | 1921 | 1926 | 1931 | 1936 | 1946 | 1954 |
| ---- | ---- | ---- | ---- | ---- | ---- | ---- | ---- | ---- |
| 72   | 69   | 71   | 52   | 51   | 52   | 50   | 49   | 38   |

| 1962 | 1968 | 1975 | 1982 | 1990 | 1999 | 2005 | 2006 | 2010 |
| ---- | ---- | ---- | ---- | ---- | ---- | ---- | ---- | ---- |
| 41   | 44   | 53   | 44   | 34   | 24   | 28   | 28   | 29   |

| 2015 | 2020 | 2022 | - | - | - | - | - | - |
| ---- | ---- | ---- | - | - | - | - | - | - |
| 29   | 26   | 25   | - | - | - | - | - | - |

#### Pyramide des âges
La population de la commune est relativement âgée.
En 2018, le taux de personnes d'un âge inférieur à 30 ans s'élève à 26,9 %, soit en dessous de la moyenne départementale (31,0 %). À l'inverse, le taux de personnes d'âge supérieur à 60 ans est de 30,8 % la même année, alors qu'il est de 31,8 % au niveau départemental.
En 2018, la commune comptait 11 hommes pour 17 femmes, soit un taux de 60,71 % de femmes, largement supérieur au taux départemental (51,02 %).
Les pyramides des âges de la commune et du département s'établissent comme suit.
| Hommes | Classe d’âge | Femmes |
| ------ | ------------ | ------ |
| 0,0    | 90 ou +      | 6,2    |
| 10,0   | 75-89 ans    | 12,5   |
| 20,0   | 60-74 ans    | 12,5   |
| 40,0   | 45-59 ans    | 37,5   |
| 10,0   | 30-44 ans    | 0,0    |
| 20,0   | 15-29 ans    | 12,5   |
| 0,0    | 0-14 ans     | 18,7   |

| Hommes | Classe d’âge | Femmes |
| ------ | ------------ | ------ |
| 0,8    | 90 ou +      | 2,5    |
| 8,7    | 75-89 ans    | 12     |
| 20,5   | 60-74 ans    | 21,2   |
| 20,5   | 45-59 ans    | 20     |
| 16,8   | 30-44 ans    | 15,8   |
| 16,5   | 15-29 ans    | 13,6   |
| 16,2   | 0-14 ans     | 14,9   |

## Économie
- Exploitations agricoles.

## Culture locale et patrimoine

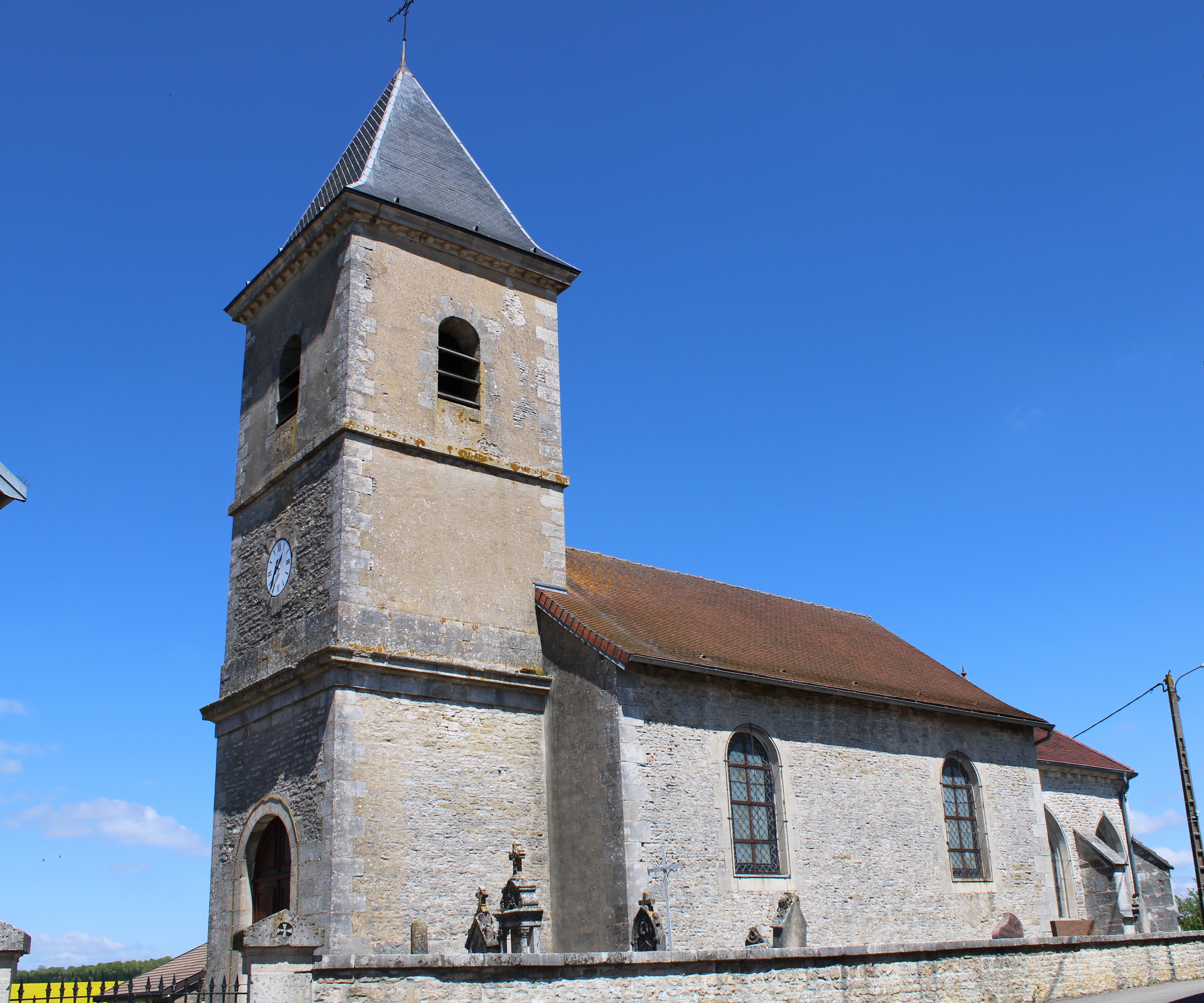
L'église.

### Lieux et monuments
- Église.
- Lavoir.